# Gordon Manson
Gordon Mánson (St Andrews, 19 mei 1960) is een Britse golfprofessional. Hij werd in Schotland geboren en hij verhuisde in 1986 naar Oostenrijk waar hij met Astrif trouwde. Hij kreeg in 1995 ook de Oostenrijkse nationaliteit.
Manson werd in 1977 professional, en is lid van de Britse PGA. Na zijn emigratie werd hij ook lid van de Oostenrijkse PGA, waar hij les gaf op verschillende golfclubs. Hij begon op Golf Club Wels en werkt nu op de Golfclub Ganton.
Hij speelde van 1981-1983 en van 1992-1994 op de Europese PGA Tour en van 1992-1994 ook op de Europese Challenge Tour, waar hij in 1993 het Open in Nigeria won. Mede daardoor promoveerde hij eind 1993 naar de Europese Tour.  
Mason heeft vier baanrecords op zijn naam staan. Tijdens het profkampioenschap van 1994 behaalde hij in 72 holes zijn beste score: -21.
Sinds zijn vijftigste verjaardag in 2010 speelt hij op de Europese Senior Tour. In 2011 kwam hij voor het eerst naar het Van Lanschot Senior Open.

## Gewonnen
Challenge Tour
- 1993: Nigeriaans Open, Diners Club Championship

Elders
- 2000: Europees Club Pro Teamkampioenschap (individueel)
- 2009: Nationaal Open (-14) in Bad Ischl

Verder won hij in Oostenrijk 4x het profkampioenschap, 5x het Nationaal Open, 2x het Gösser Open (Alps Tour) en 6x de Order of Merit.

## Teams
- World Cup: 1997 op Kiawah Island
- Europees Club Pro Teamkampioenschap: 1999, 2000